# 社会民主青年联盟
社会民主青年联盟（丹麥語：Socialdemokratisk Ungdomsforbund，缩写为SUF）是丹麦历史上的一个社会民主主义青年组织。
该组织成立于1906年，源于之前的社会主义青年联盟的分裂。原社会主义青年联盟也是社会民主联盟的青年组织，但逐渐受激进社会主义和工团主义思潮影响。1906年，社会主义青年联盟与社会民主联盟决裂后，那些倾向社会民主主义的派系脱离社会主义青年联盟，建立该组织。与社会主义青年联盟不同的是，该组织通过一项特别协议与社会民主联盟正式建立合作关系。
1907年，该组织开始发行月刊《前进》。此后数年里，该组织发展为一个有影响力的青年组织。1914年。该组织有数千名成员。
第一次世界大战于1914年爆发后，该组织与母党社会民主联盟之间的矛盾逐渐加剧，尤其因社会民主联盟参与“资产阶级和平政策”（即与资产阶级政党操控的议会合作）。1916年，索瓦尔德·斯陶宁成为第二次扎勒内阁的部长后，该组织越来越难以为社会民主联盟的妥协辩护，无论是面对国外合作伙伴（包括1907年加入的社会主义青年国际联盟）还是面对国内激进社会主义批评者。机关报《前进》（编辑包括玛丽·尼尔森和约翰内斯·埃尔维格）在多数派支持下，采取批判母党的立场。在对俄国革命和德国十一月革命的看法上，该组织与母党也有重大分歧。这一时期，该组织加入反战的国际社会主义委员会。
最终决裂发生在1919年，当时该组织内忠于母党的派系在一次全体成员投票中成为少数，随后退出该组织。少数派于1920年2月建立丹麦社会民主青年，作为社会民主联盟的青年翼。
该组织多数派于1919年11月9日与社会主义工人党（也分裂自社会民主联盟）合并为丹麦左翼—社会党（1920年，改名为丹麦共产党，并加入共产国际）。1921年，该组织加入青年共产国际，并于同年10月改组为共产主义青年联盟。